# تخت شیرین
مجموعه تخت شیرین مربوط به دوره ساسانیان است و در شهرستان صحنه، بخش مرکزی، روستای گاماسیاب واقع شده و این اثر در تاریخ ۱۸ خرداد ۱۳۸۴ با شمارهٔ ثبت ۱۱۸۶۳ به‌ عنوان یکی از آثار ملی ایران به ثبت رسیده‌است. محوطهٔ تخت شیرین در سال ۱۳۱۱ به شماره ثبت ۲۷ در فهرست آثار ملی به ثبت رسیده‌است.

## موقعیت
محوطهٔ تاریخی تخت شیرین در ۶ کیلومتری جنوب شرقی بیستون، و ۵/۱ کیلومتری سه‌راهی سرماج به پل شاهی در شهرستان صحنه از توابع استان کرمانشاه واقع شده‌است.
در محوطهٔ تخت شیرین، تخته سنگ بزرگی به ابعاد ۲/۹۴ در ۳/۰۶ متر به ضخامتی متغیر بین ۴۷ تا ۴۳ سانتیمتر قرار دارد که به تخت شیرین موسوم شده و نام مجموعه از آن گرفته شده‌است. این سنگ به مرور زمان شکسته و قسمتی از آن جدا شده‌است. مردم بومی این تخته سنگ را به افسانهٔ شیرین و فرهاد منسوب کرده و آن را به شیرین همسر ارمنی خسرو پرویز و معشوقهٔ فرهاد کوهکن مربوط می‌کنند.

## اندازهٔ محوطه
طول محوطهٔ تخت شیرین تقریباً ۲ کیلومتر و عرض آن ۱ کیلومتر است و چندین تپهٔ بزرگ و کوچک در آن قرار دارد.
ابعاد بلوک سنگی موسوم به تخت شیرین نیز ۳ در ۱۰/۳ متر و ضخامت آن ۴۰ در ۵۰ سانتیمتر است.

## قدمت
تاکنون در محوطهٔ باستانی تخت شیرین کاوشی صورت نگرفته و به همین دلیل قدمت دقیق آن مشخص نیست، اما آثاری از دوران ساسانی و نیز دوران اسلامی در آن یافت شده‌است.

## آثار موجود در محوطه
در سطح محوطه بقایایی از قبیل بلوک‌های سنگی تراشیده و دیوارهای ساخته شده از لاشه‌سنگ و ملات گچ، مربوط به معماری دورهٔ ساسانی و نیز آثاری از سده‌های نخستین اسلامی به چشم می‌خورد.

### انتقال سنگ‌ها به سرماج
گفته شده که خاندان کرد حسنویه که در سدهٔ چهارم هجری در منطقهٔ کرمانشاهان حکومت محلی قدرتمندی تشکیل داده‌بودند، بخش‌هایی از بناهای این شهر را تخریب کرده و با آن در محل قلعهٔ سرماج در سرماج حسین‌خانی برای بدر بن حسنویه مقری بنا کرده‌اند که بقایای آن هنوز پابرجاست.

## در منابع تاریخی
گفته می‌شود که برخی از تاریخ‌نگاران و جغرافیانویسان ایرانی و عرب سدهٔ سوم هجری به بعد چون ابن فقیه، ابن رسته ابودلف، اصطخری و یاقوت حموی در نوشته‌های خود به شهری با نام «ابو ایوب» در این مکان کرده‌اند. همچنین گفته شده که «ابو ایوب» کنیه یکی از مردان قبیله بنی جُرهُم بوده که دستور ساخت این شهر را داده‌است.